# Natalie Strynadka
Natalie C. J. Strynadka FRS (1963) é uma bioquímica britânica. É professora de bioquímica da Universidade da Colúmbia Britânica.
Strynadka foi eleita membro da Royal Society em 2015.